# Castelo Edinample

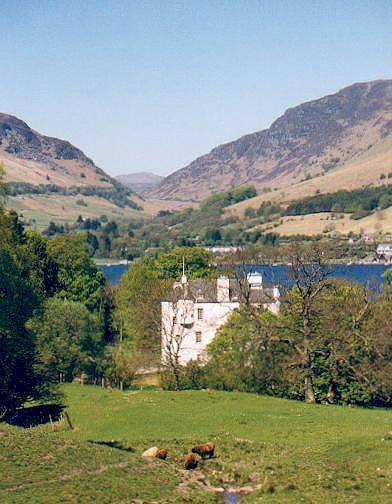
Castelo Edinample, Escócia

O Castelo Edinample (em inglês:  Edinample Castle) é um castelo do século XVI localizado em Balquhidder, Stirling, Escócia.

## História
As terras de Edinample foram concedidas por Henry, Lord de Methuen a Colin Campbell de Glenorchy em 1547, mas foi seu filho, Duncan Campbell, que crê-se ter sido o construtor do castelo. É muito provável que um castelo anterior tenha existido no mesmo local, e o arquiteto Tranter sugere que uma dessas partes está incorporada na estrutura presente.
Encontra-se classificado na categoria "A" do "listed building" desde 5 de outubro de 1971.

## Estrutura
Consiste num bloco principal com 13 metros por 8 metros, com quatro pisos, com uma torre redonda de 7 metros de diâmetro.